# Orgue électronique

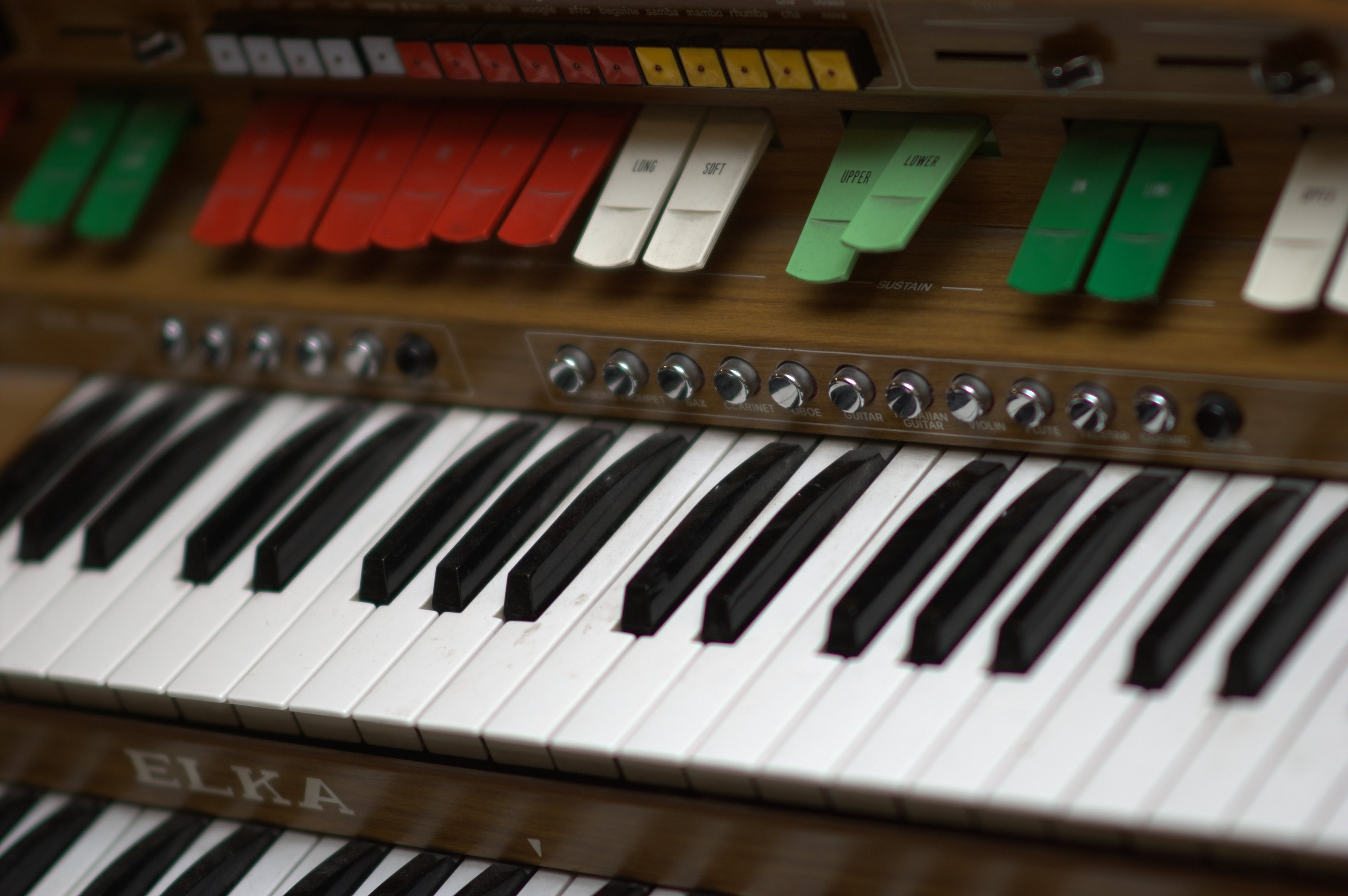
Claviers d'orgue électronique Elka

Pour les articles homonymes, voir Orgue (homonymie) et Électronique.
Pour un article plus général, voir Orgue.
 (janvier 2025).
L'orgue électronique est un instrument de musique pourvu d'un ou plusieurs claviers manuels, produisant les sons à l'aide de circuits électroniques.
Le modèle le plus simple est constitué d'un seul clavier généralement transportable. Les circuits d'amplification et les haut-parleurs sont intégrés dans le boîtier. Néanmoins, les modèles les plus répandus comportent deux claviers et un pédalier. Dans ce cas, l'instrument se présente sous une forme comparable à celle d'une console d'orgue d'église ou d'un piano droit. C'est fréquemment dans le panneau vertical qui est face au musicien et va du sol jusqu'aux claviers que sont placés les haut-parleurs.
À la hauteur du pied droit se trouve souvent une pédale de volume, semblable à la pédale d'expression de l'orgue à tuyau, sauf que dans le cas de l'orgue électronique, il s'agit en fait d'un potentiomètre permettant de régler le volume sonore général de l'instrument.
Il ne faut pas confondre les orgues électroniques et les orgues numériques. Les orgues électroniques sont analogiques, et ont été développés principalement avant 1975.

## Brève histoire de l’orgue électronique
Depuis l'arrivée des orgues numériques à partir de la fin des années 1970, le terme d’orgue électronique finit progressivement par ne désigner que les instruments analogiques antérieurs à cette époque, dont la technique de production des sons repose sur des roues phoniques, des circuits oscillants construits à base de lampes ou de transistors (et autres systèmes n'utilisant pas la technique numérique). Très répandus dans les années 1960, les orgues électroniques ont un positionnement de marché assez imprécis. Si certains fabricants proposent des modèles qui se voulaient clairement des imitations d'orgues d'église, instruments que l'on a eus coutume de désigner sous le terme générique d'orgue liturgique, la plupart des autres modèles sont polyvalents, à mi-chemin entre l'orgue de variété ou l'orgue jazz, et l'orgue classique. Ils sont souvent équipés d'une boîte à rythmes et d'un accompagnement automatique aux capacités rudimentaires.
Dès que la technologie a permis de créer des sons à partir de générateurs électroniques, l’idée de construire des instruments de musique utilisant cette possibilité est née. L’orgue électronique est le premier instrument qui ait été conçu pour pouvoir produite des sons uniquement à partir de l’électricité.  Plusieurs technologies furent mises au point pour produire des sons : les roues phoniques, le trigger de Schmitt, l’oscillateur sur couple condensateur et bobine à induction, l’oscillateur à lampe, l’oscillateur à transistor avec transformateur-diviseurs et les générateurs à plateaux rotatifs (disques optiques, disques électrostatiques et disques magnétiques).
Il ne faut pas le confondre avec l’orgue électrique, qui n’est en fait qu’un harmonium équipé d’une petite soufflerie électrique, ni avec l'orgue à traction électrique, orgue à tuyaux où l'électricité ne sert qu'à transmettre les commandes de la console vers les sommiers, pour l'action des soupapes et des registres.

### L'orgue Hammond

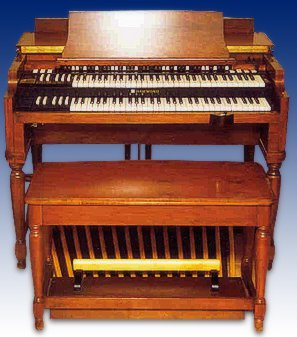
Orgues Hammond B-3

Dans les années 1934-1935, nait le fameux orgue Hammond mettant en œuvre une technique originale : des générateurs électromagnétiques avec plateaux rotatifs, dit roues phoniques  et des tirettes ajustables correspondant à différentes harmoniques. À partir de janvier 1955, Laurens Hammond met en vente son fabuleux B-3, qui est fabriqué jusqu'en 1975. Certaines combinaisons arrivent à se rapprocher du ripieno italien, mais on est loin de l’orgue à tuyau. En général les harmoniques sont peu nombreux : 16, 8, 5 1/3, 4, 2 2/3, 2, 1 3/5, 1 1/3 et 1. C’était une approche primitive de la synthèse additive de Fourier, mais le son « Hammond » est cependant devenu un son à part entière qui est adopté par le jazz et le gospel et qui est encore apprécié de nos jours et largement utilisé,.

### Les orgues utilisant les signaux électroniques sinusoïdaux, rectangulaires et triangulaires

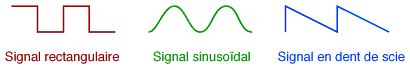
Les signaux élémentaires.

En 1938, la manufacture Allen Organ (son fondateur Monsieur Jerome Markowitz) dépose le premier brevet (US Patent) de l'oscillateur sinusoïdal stable et devient de ce fait le pionnier des orgues analogiques avancés.

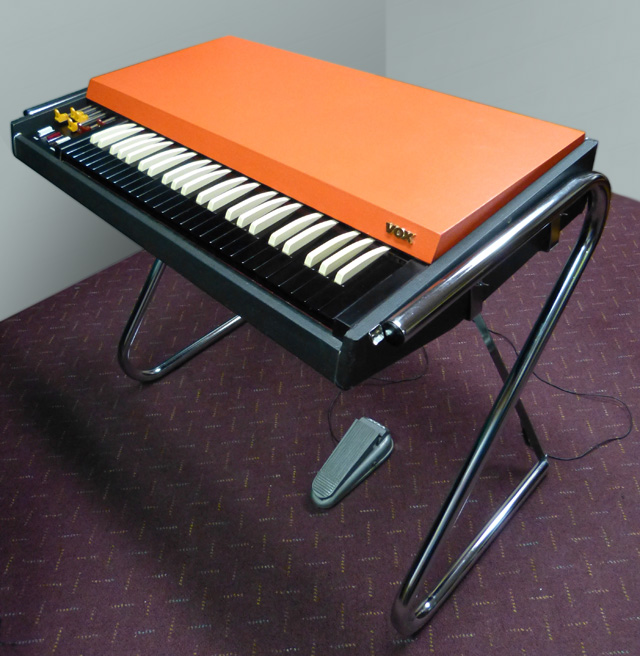
L'orgue iconique Vox Continental (de 1965).

Le trigger de Schmitt est ensuite le générateur le plus répandu. Il est extrêmement aisé à mettre en œuvre. C’est donc une facilité pour le constructeur, mais le son obtenu est pauvre en d'harmoniques. La décomposition de Fourrier montre qu’il n’est constitué que d’harmoniques impairs. Il s’agit d’un signal rectangulaire n’ayant aucun équivalent dans la nature. C’est un son qui peut être jugé "creux", "grossier" et "pâteux". Dans les années 1965-1970, la plupart des orgues électroniques dits « liturgiques » sont équipés de ce type de générateurs. Quels que soient les noms sérigraphiés sur les dominos d'appel de jeux, le son semble toujours similaire. C’est l’époque des Vox Continental, Gibson G-101, Farfisa, Viscount, Gem, Bontempi et autres.

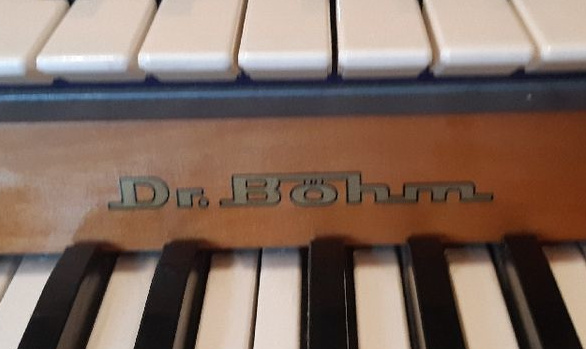
Logo de la marque d'orgue Dr Böhm

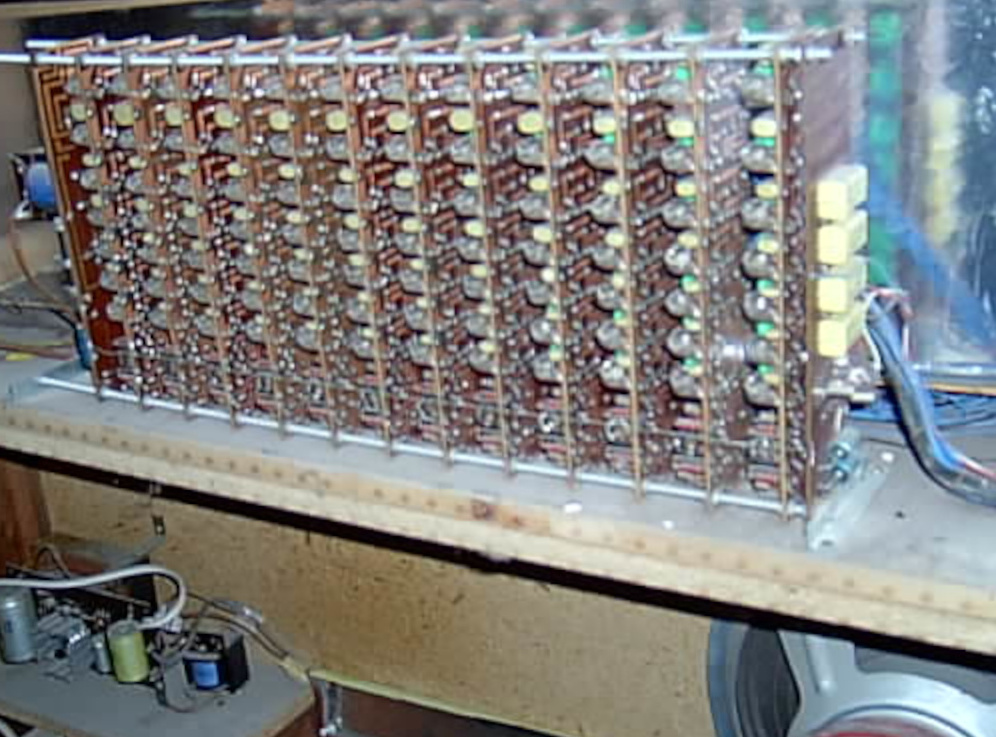
Ossilateur d'un orgue Dr Böhm.

Pour améliorer ses caractéristiques sonores, Dr Böhm est le premier à avoir mis au point un oscillateur générant des signaux en dents de scie, plus riches en harmoniques, réalisé à base de transistors et diviseurs par transformateur. À la fin des années 1960, il met sur le marché des instruments qui offraient des sons très proches de ceux de l’orgue classique. Ces instruments ont toutefois certains défauts de l’époque. En effet, si chaque jeu est intéressant par lui-même, les mélanges sont décevants : la même onde passant à travers plusieurs filtres passifs ne peut donner autre chose qu’elle-même, et ajouter des jeux les uns aux autres ne donne pas l'effet d’ampleur et d’augmentation propre à l’orgue acoustique. Paradoxalement, l’orgue Dr Böhm donne de meilleurs résultats dans des registrations de détail (par exemple avec Trumpet ou Horn Chalmey) que dans les combinaisons comme ripieno, grand jeu, plein jeu, tutti, au contraire des orgues concurrents de l’époque, tel que Farfisa, Viscount, où les jeux individuels sont moins réussis.
En synthèse analogique, sont envisagées comme pour les couleurs une synthèse additive ou soustractive. La majorité des orgues électroniques utilise la synthèse soustractive qui consiste à filtrer, surtout en sortie. La pauvreté harmonique des ondes rectangulaires est compensée par l'utilisation d'ondes triangulaires. De rares fabricants utilise la synthèse additive en ne prenant sur les barres de bus que les fréquences nécessaires, le filtrage en sortie étant alors plus simple et plus efficace (par exemple les orgues Amel). D'autre part, le problème de l'attaque est un peu résolu par le décalage obligatoire des contacts multiples de chaque touche (pour les orgues haut de gamme) – alors que sur les premiers orgues numériques, l'attaque est pauvre et gênante. Depuis, on a développé des courbes d'enveloppe modulables.

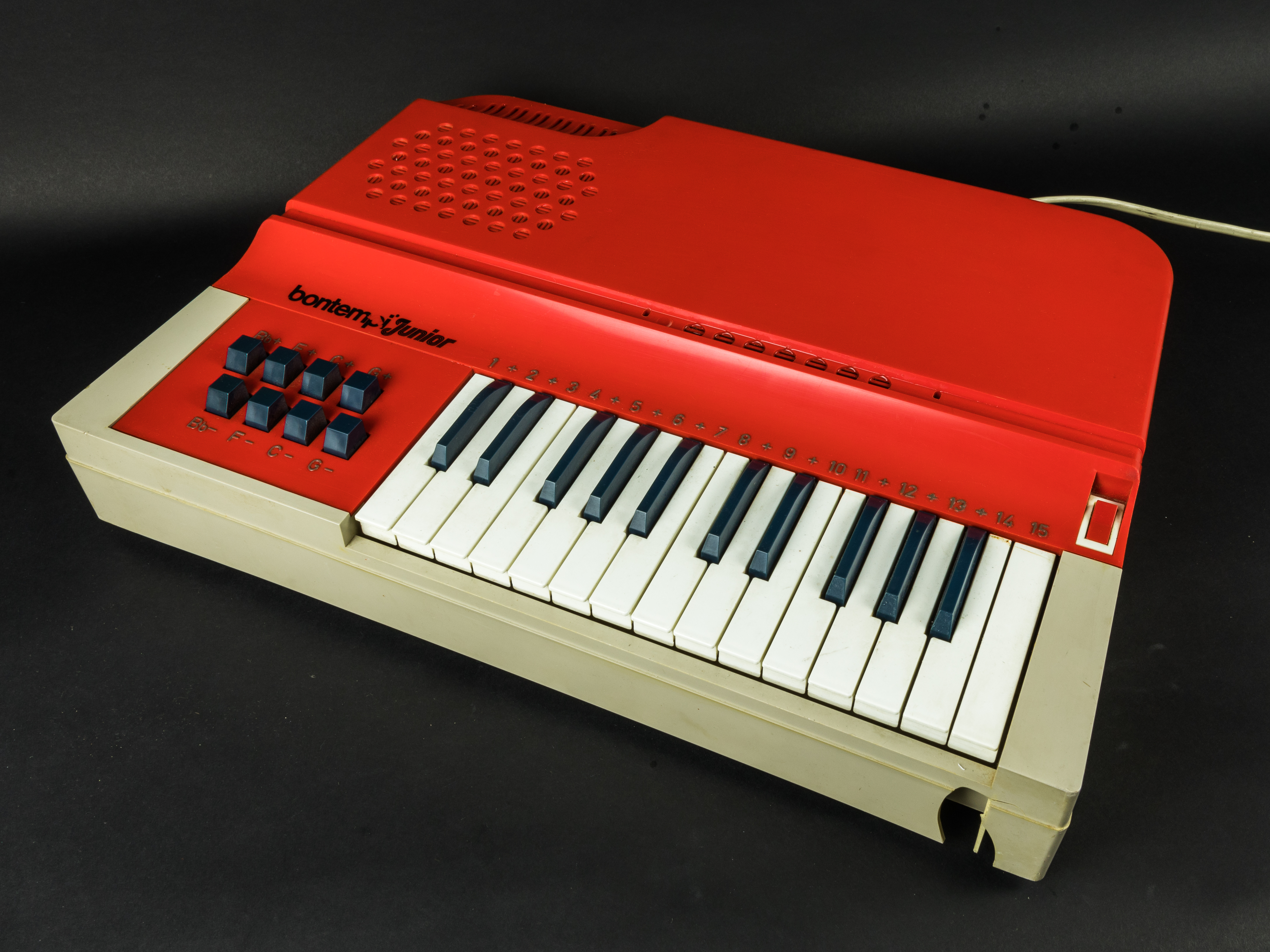
Orgue Bontempi Junior (1981)

Un problème majeur de la synthèse électronique reste l'addition de tensions avec risques de saturation au niveau de l'amplification et des haut-parleurs, un vrai orgue réalisant une addition purement acoustique. On contourne en partie le problème en multipliant les sources, les amplificateurs et les enceintes. En électronique analogique on réalise des orgues haut de gamme complexes, copiant presque les orgues acoustiques. on reprend les mêmes principes en numérique, parfois avec des réalisations impressionnantes (par exemple Orgues Allen ou orgues Rodgers).

### Orgues à plateaux rotatif

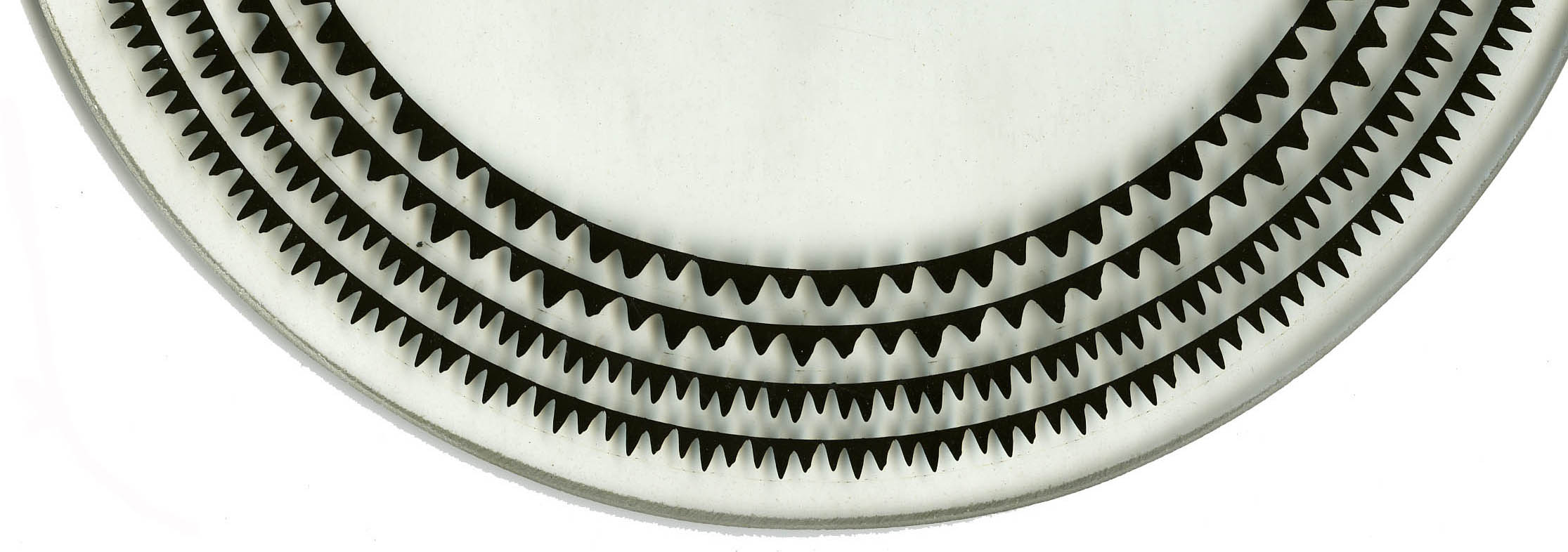
Formes d'ondes gravées sur un plateau (technologie optique)

Une des technologies les plus étonnantes est celle du générateur électrostatique à plateaux rotatifs (différent du système Hammond). Le principe est audacieux : la forme d’onde d’un vrai tuyau d’orgue d’église est gravée sur un disque sous forme d’une couche métallique (qui dessinait des sortes de montagnes russes, voir illustration ci-contre). Il y a autant de plateaux que de notes (douze) et chaque plateau porte la gravure en anneaux concentriques des différents jeux. Chaque disque, en tournant, agit comme un condensateur variable et ces variations sont amplifiées, générant ainsi le son voulu.

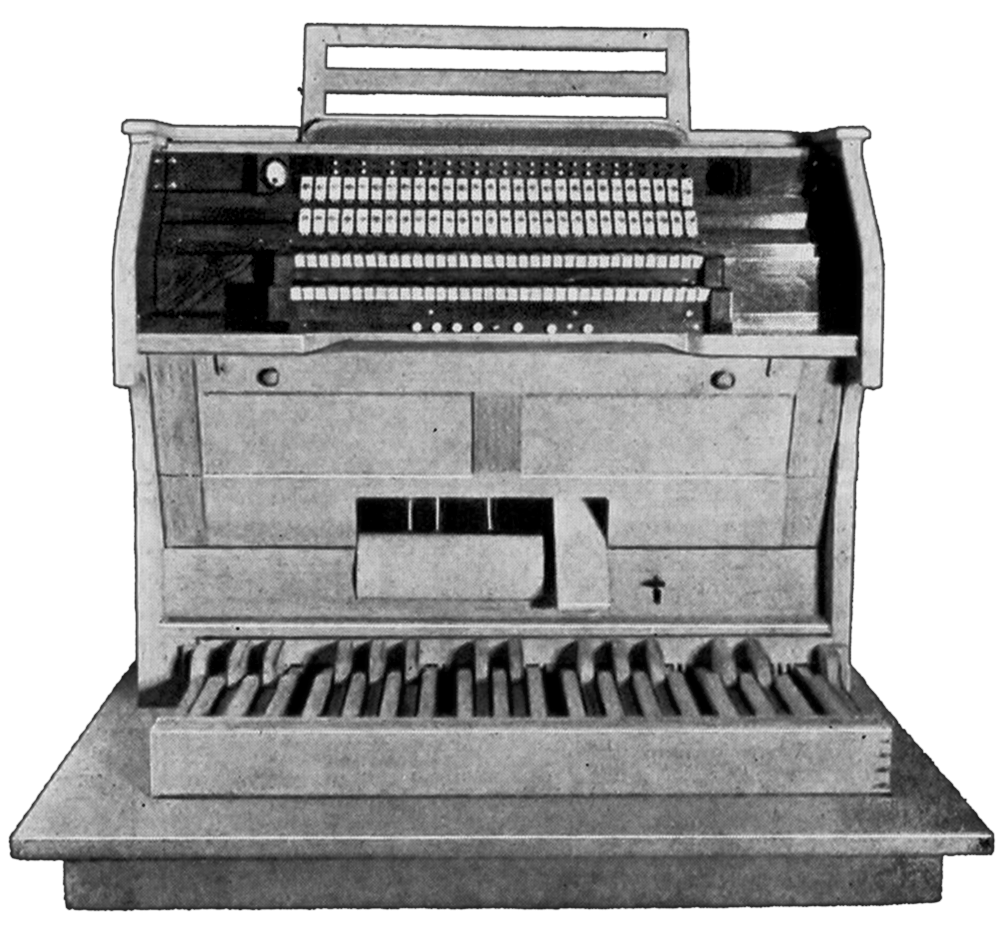
Orgues Lichtton-Orgel de la marque Welte

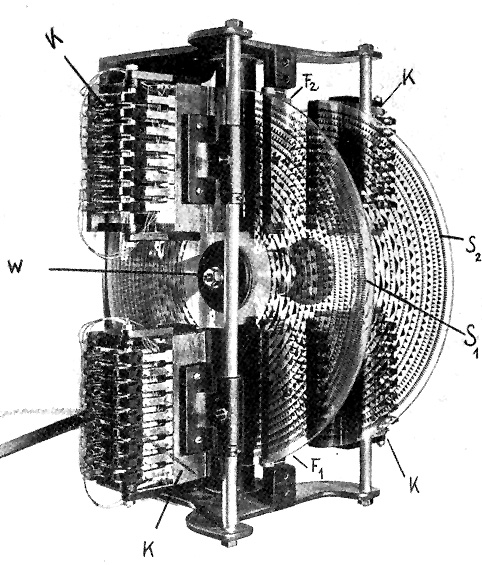
Disques optiques générateurs de signal sonore.

Une méthode similaire utilise des disques de verre, les ondes étant matérialisées par une couche d'argenture. L'onde sonore est générée par le passage du disque rotatif dans un lecteur optique semblable à celui utilisé autrefois par le cinéma avec la piste optique (une source lumineuse d'un côté, un capteur photoélectrique de l'autre, traduisant les variations de lumière en oscillations électriques). Cette technologie est utilisée par la marque allemande Welte pour fabriquer des orgues électroniques, les Lichtton-Orgel. Bien qu'apparenté, ce principe ne doit cependant pas être confondu avec le cellulophone dont le générateur sonore ne cherche pas à reproduire le son d'un orgue véritable.

### Orgue électrostatique Dereux

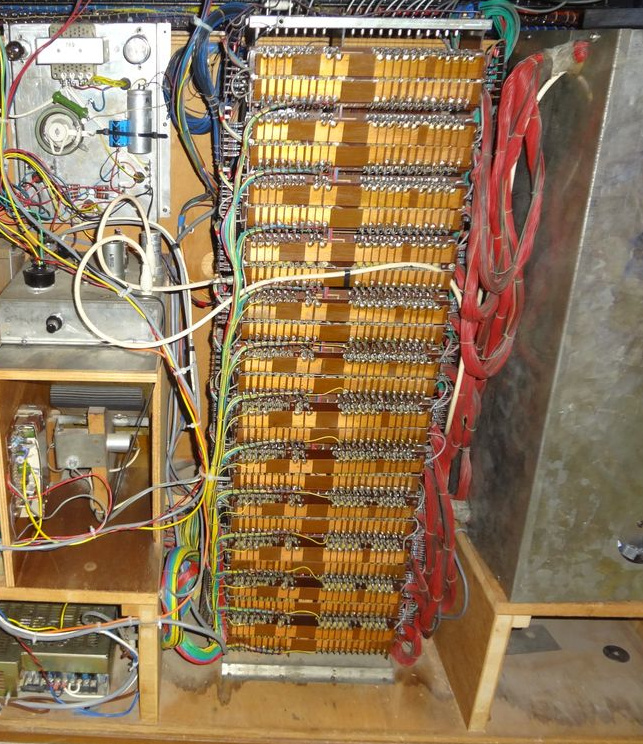
Roues phoniques de l'orgue Dereux.

Durant les trente glorieuses, Jean Adolphe Dereux (Docteur d'Université de la Faculté des Sciences de Paris) invente une technologie à base de générateurs électrostatiques. Il donne le nom de Recording Organ à cet orgue de synthèse. A cette époque, cet instrument est considéré par les organistes comme le plus acceptable pour sa musicalité.
La réalisation des roues phoniques, par photogravure, est décrite dans un brevet, déposé le 5 janvier 1951  (référence FR 1030530 A).
En 1958, M. Dereux décrit ainsi son invention dans le numéro 239-240 de la Revue musicale :
« Le principe général est celui de l'inscription sous forme d'oscillogrammes concentriques, des enregistrements d'un nombre suffisant de tuyaux d'orgue sur chacun des 12 générateurs correspondant chacun aux 12 demi tons de l'échelle chromatique (ut, ut dièse, ré, etc.)
Ces 12 générateurs comportent chacun, en regard des oscillogrammes gravés par photogravure, un analyseur composé d'un disque, assemblé à un axe tournant dans des roulements à billes de haute précision. Le disque porte un certain nombre de formes de rectangles rayonnants gravés. La lecture se fait donc par le passage à un rythme précis des rectangles devant les oscillogrammes. Il s'agit, en quelque sorte, d'autant de condensateurs variables qu'il y a d'enregistrements de tuyaux.
Il est bien évident que le dispositif ne comportant aucun frottement est stable dans le temps. Le fait pour l'analyseur de tourner entre des gravures n'engendre naturellement aucune tension.
Par contre si un des oscillogrammes est porté à une certaine tension, un potentiel oscillant apparaît entre le rotor et la masse. Fait essentiel, ce potentiel est exactement proportionnel à la tension d'excitation et de forme rigoureusement semblable à l'oscillogramme qui lui a donné naissance.
On conçoit qu'un instrument qui joue des enregistrements de tuyaux, qui est maître de l'harmonisation (tensions continues d'excitation) et dont la polyphonie se crée dans l'espace a quelques chances de ressembler à l'Orgue à tuyaux dont il est la synthèse.

Nous pensons qu'il était nécessaire d'informer le monde de la musique de nos travaux et espérons un bon accueil de celui-ci »

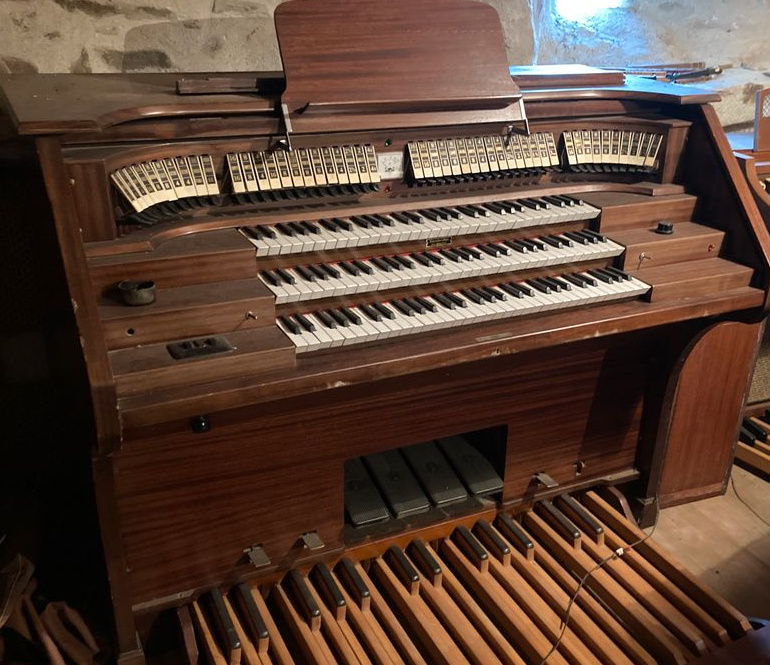
Orgues Harmoniphon (Orgues à roues phoniques électrostatiques, 54 Jeux, trois claviers et un pédalier)

Les brevets Dereux sont repris par la société espagnole Harmoniphon, vers la fin des années 1960. Cette société construit notamment des orgues à trois claviers.

### Mellotron
En marge de l'orgue et du synthétiseur, les années 1960-1970 voient l'arrivé de mellotron, instrument reprenant le principe de l'orgue Dereux, sauf qu'à la place des disques électrostatiques, chaque touche du clavier déclenche la lecture d'une bande magnétique limitée dans la durée. Complexe et non dépourvu de problèmes mécaniques (les bandes finissent par bourrer et s'user) ou de défaut dans la restitution du son (pleurage), le mellotron garde une identité sonore qui lui est propre et a également permis à la musique électroacoustique de se développer.

## Description

### Production des notes
Le principe de fonctionnement de l'orgue électronique des années 1940 à 1970 s'appuie sur deux principes. 
Le premier est la synthèse sonore additive. Une batterie d'oscillateurs génère en permanence toutes les notes. La méthode primitive consiste à assembler douze circuits générateurs, chacun produisant une des douze notes de la gamme chromatique déclinée en plusieurs octaves. Ainsi chaque circuit produit soit tous les do, du plus grave au plus aigu, soit tous les do♯, soit tous les ré, etc. L'ensemble des notes produites pouvait couvrir de 7 à 11 octaves selon la qualité requise. Les notes générées sont en fait des signaux électriques alternatifs dont les fréquences correspondent à chacune des notes. Pour obtenir un son mélodieux, plusieurs fréquences (les harmoniques) sont ajoutées.
Le second principe est la synthèse sonore soustractive. Un oscillateur produit un signal alternatif, riche en harmoniques, dont la fréquence de base correspond à la note souhaitée. En utilisant un filtre passe-bas, on va réduire le niveau des harmoniques, pour rendre le son mélodieux. Il existe généralement deux méthodes pour produire le signal oscillant : le générateur de signal en dents de scie et le générateur de signal rectangulaire.

### Les claviers
Dans l'orgue électronique les touches des claviers agissent comme des interrupteurs. Quand la touche est relevée, le circuit est ouvert. Quand on abaisse la touche, celle-ci pousse une languette métallique souple ou bien un fil métallique souple qui entre en contact avec une autre languette ou un autre fil collecteur. Sur les claviers de bonne qualité les zones de contact étaient généralement argentées pour assurer un bon contact. Sur les claviers standard –la majorité– les contacts étaient en alliages de cuivre et finissant par s'oxyder, produisaient des crachements désagréables (« mauvais contact »).

### Production des timbres
Une fois le signal envoyé par le contact de la touche dans le fil collecteur, celui-ci passe par un filtre passif censé l'enrichir ou l'appauvrir en harmoniques. Pour obtenir des timbres se rapprochant des jeux de fonds (flûtes, bourdons, principaux), le filtre est essentiellement constitué de condensateurs qui atténuent ou coupent les harmoniques élevées et « arrondissent » le son. Pour obtenir des timbres se rapprochant des jeux d'anches (trompettes, bassons, hautbois), le filtre est essentiellement constitué de selfs ou d'une combinaison self-condensateur qui renforce les harmoniques supérieures et atténue les harmoniques inférieures. Il va sans dire que cette méthode donne des résultats plus qu'approximatifs. Le son réellement produit et entendu ne correspond jamais au nom inscrit sur le registre.
Néanmoins, le « son électronique » très typé et comparable à nul autre que produisent ces instruments va créer des émules et être à la mode pendant une dizaine d'années, entre les années 1960 et 70. Nombre de musiques de films emploient l'orgue électronique, non seulement pour faire de la musique mais aussi pour faire des « effets spéciaux » qualifiés aujourd'hui de kitch ou rétro.

## Schéma de fonctionnement d'un orgue électronique

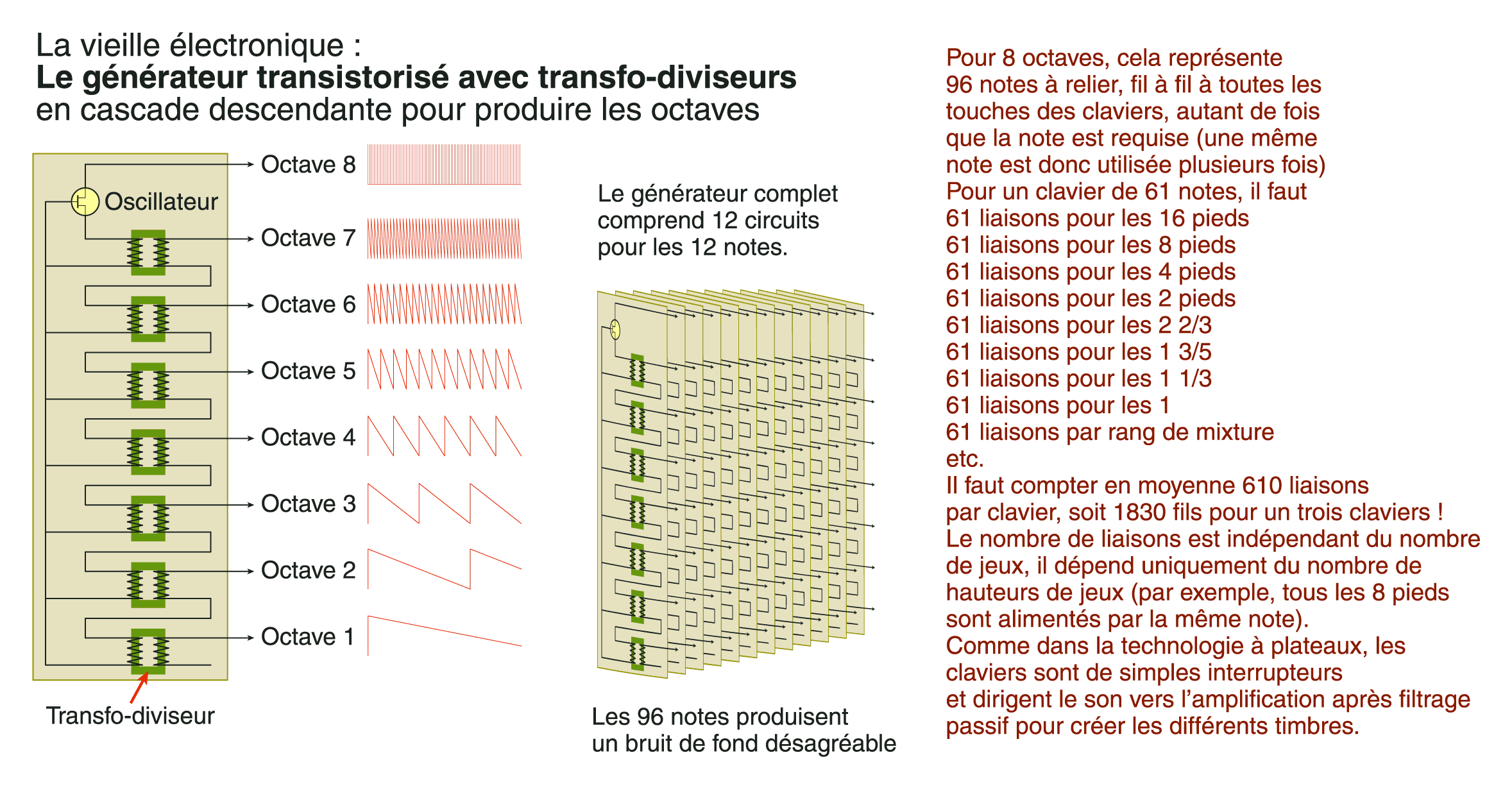
Principe général de fonctionnement de l'orgue électronique à composants discrets.

Ce schéma comporte un problème majeur. En effet, il ne peut en aucun cas fonctionner. Les transformateurs ne divisent que la tension, pas la fréquence. Or pour l'utilisation qui en sera faite, il est indispensable que les circuits utilisés pour la génération de chaque octave, divisent la fréquence. Pour ce faire, il existe plusieurs solutions utilisant des composants discrets.
La première, qui fut la plus couramment utilisée dans les années 1960, est le multi-vibrateur bistable. Ce circuit à deux transistors (ou à tubes à vide, le schéma est le même), change d'état en sortie pour chaque flanc montant du signal d'entrée. La fréquence du signal de sortie sera ainsi la moitié de celle du signal d'entrée.
La seconde met en œuvre des lampes au néon. Cette solution utilisée notamment par Philips sur ses orgues, est assez originale. On constitue, avec ces petites lampes, des oscillateurs accordés sur une fréquence proche de la fréquence à obtenir et injecte une très faible partie du signal à diviser. Le circuit se synchronise alors sur la fréquence qui sera égale à la moitié de celle de l'oscillateur pilote. On pratique de la même manière, en cascade pour obtenir toutes les autres octaves.
Il est important de souligner que la forme des signaux de cette seconde solution est en « dents de scie ». Cette forme d'onde est riche en harmoniques paires ce qui permet d'obtenir des sonorités plus riches à la sortie des filtres. La première solution ne générant que des signaux de forme rectangulaire, ne donne que des harmoniques impaires qui sont efficaces pour réaliser sirènes ou autres dispositifs avertisseurs mais qui n'ont qu'un faible intérêt pour le domaine musical. Pour contourner ce problème, on ajoute à la fréquence fondamentale une petite proportion des fréquences double, quadruple, etc. et la forme obtenue ressemblera alors à un escalier plus exploitable pour la soumettre aux filtres qu'ils soient actifs ou passifs, destinés à mettre en forme le signal pour rappeler le timbre de l'instrument que l'on cherche à suggérer.
Il existe enfin des solutions basées sur des circuits intégrés. Le nombre des types de circuits utilisables est assez important et les solutions vont de la simple intégration de bascules à transistors, jusqu'à la spécialisation de processeurs pour la génération des signaux.